# Фахрі Корутюрк
Фахрі́ Корутю́рк (тур. Fahri Korutürk; 3 серпня 1903, Стамбул, Османська імперія — 12 жовтня 1987, Стамбул, Туреччина) — турецький військово-морський офіцер, дипломат, 6-й президент Туреччини.

## Військова служба
У 1916 році він вступив до військово-морської кадетської школи, яку закінчив у 1923 році. У 1933 році закінчив Військово-морську академію в Стамбулі.
Корутюрк проходив службу на крейсерах і підводних човнах, пізніше працював військовим аташе в Римі, Берліні та Стокгольмі. У 1936 був військовим радником при підписанні Конвенції Монтре про статус проток. У 1950 році Корутюрк став контр-адміралом і командував різними сполуками до отримання звання повного адмірала.

## Дипломатія
Після відходу в 1960 у відставку з посади Командувача ВМС Туреччини, Корутюрк був призначений Джемалем Гюрселем, колишнім на той час главою держави, послом Туреччини в СРСР, а пізніше в Іспанії.

## Політика
У 1968 році президент Джевдет Сунай призначив Корутюрка членом сенату. 6 квітня 1973 Великі національні збори Туреччини обрали Корутюрка шостим президентом Турецької Республіки. Він пропрацював на цій посаді сім років, до 6 квітня 1980 року, після чого став постійним членом сенату.

## Сім'я
У 1944 році одружився з Емель Корутюрк, мав доньку і двох синів. Прізвище Корутюрк («захисник турків») було дане Мустафою Кемалем Ататюрком. Фахрі Корутюрк помер 12 жовтня 1987 в Стамбулі. Похований на Турецькому державному кладовищі в Анкарі.